# 先輩、断じて恋では!
『先輩、断じて恋では！』（せんぱい、だんじてこいでは）は、晴川シンタによるボーイズラブ漫画。2019年1月30日から7月10日まで、ウェブコミック配信サイト『COMICフルール』（KADOKAWA）で連載された。続編となる『先輩、断じて恋では！ Brush up』は2020年2月6日より同サイトの電子書籍限定レーベルとして連載中。

## あらすじ
東京都内にあるCG制作会社に勤めている柳瀬淳は、カナダでの豊富な経験を活かして活躍する優秀なCGデザイナー。そこで教育係として担当することになった金田優希は、柳瀬の小さなスキンシップにも「触らないでいただきたいのですが」など冷たい態度を取る。そんな金田に手を焼く柳瀬だったが、対して金田は実際のところ柳瀬に「神」と崇めるほどの尊敬の念と憧れを抱いており、どう接していいか分からなくなっていたのだった。
歓迎会の帰り、金田は酔った勢いで柳瀬に質問攻めしまくってしまうが、その内容はCG技術についてではなく柳瀬本人についてのものであった。その様子を「好き」と表現した柳瀬は、勢いでキスをしてしまった。その日から、二人の関係は徐々に変化していく。

## 登場人物

### 主要人物
柳瀬淳（やなせ じゅん）
優秀なCGデザイナー。
金田優希（かねだ ゆうき）
新人のCGデザイナー。

### CG会社の人物
山田以外にはモデルとなった人物がいる。
山田（やまだ）
金田と同期の新人CGデザイナー。
今泉（いまいずみ）
柳瀬と同様、カナダで5年以上勤めていた。カナダに居た柳瀬を日本に呼ぶ。
カズ
CGデザイナー。
小澤（おざわ）
3Dアニメーション制作担当。
江口（えぐち）
合成（コンポジット）担当。

## 書誌情報
- 晴川シンタ『先輩、断じて恋では！』KADOKAWA〈フルールコミックス〉、2019年7月16日発売[4]、ISBN 978-4-04-065846-9
- 晴川シンタ『先輩、断じて恋では！ Brush up』KADOKAWA〈フルールコミックス〉、既刊2巻（2023年5月17日現在）
  1. 2020年9月17日発売[5]、ISBN 978-4-04-064858-3
  2. 2023年5月17日発売[6]、ISBN 978-4-04-682436-3

## テレビドラマ
2022年6月17日（16日深夜）から8月12日（11日深夜）まで毎日放送「ドラマシャワー」枠（金曜 1:29 - 1:59）で放送された。主演は内藤秀一郎と瀬戸利樹。

### キャスト
柳瀬淳
演 - 内藤秀一郎

金田優希
演 - 瀬戸利樹

今泉俊介
演 - 松田悟志

市川隼人
演 - 渡部秀

大村知世
演 - 坂田梨香子

井口春樹
演 - 新原泰佑

中山航平
演 - 朝田淳弥

谷本さくら
演 - 畦田ひとみ

田中ベンジャミン
演 - ネルソン・バビンコイ（第4話 - 第6話）

古川拓実
演 - 太田駿静（第7話・第8話）

金田の母
演 - 深沢エミ

### スタッフ
- 原作 - 晴川シンタ『先輩、断じて恋では！』（フルールコミックス/KADOKAWA刊）
- 監督 - 高橋朋広、渡辺昭寛[7]
- 脚本 - 高橋朋広[7]
- 音楽 - MOKU[7]
- オープニング主題歌 - 加賀美ハヤト&甲斐田晴 from ROF-MAO「Follow Your Heart」（RFMO Records）[11]
- エンディング主題歌 - Hilcrhyme「あと数センチ」（UNIVERSAL CONNECT）[11]
- 脚本監修・CG映像提供 - 今泉隼介
- CG・VFX - DIGITAL-ATOM LABO、松本成翔、関根元大
- プロデューサー - 大杉真美、東香瑠、上浦侑奈、三木和史
- アソシエイトプロデューサー - 木之内安代、阿部みら、津田悠子、久保浩章、斉藤友紀、藤井友美子、杉内裕介
- 製作者 - 堀内大示
- 企画 - 椿宜和
- 企画・プロデュース - KADOKAWA
- 制作プロダクション - ビデオプランニング[7]
- 製作 - 「先輩、断じて恋では！」製作委員会、毎日放送[7]

### 放送日程
| 話数   | 放送日  | 監督     |
| ------ | ------- | -------- |
| 第1話  | 6月17日 | 高橋朋広 |
| 第2話  | 6月24日 | 高橋朋広 |
| 第3話  | 7月08日 |          |
| 第4話  | 7月15日 |          |
| 第5話  | 7月22日 |          |
| 第6話  | 7月29日 |          |
| 第7話  | 8月05日 |          |
| 最終話 | 8月12日 | 高橋朋広 |

### 放送局
| 放送期間                | 放送時間                     | 放送局       | 対象地域   | 備考           |
| ----------------------- | ---------------------------- | ------------ | ---------- | -------------- |
| 2022年6月17日 - 8月12日 | 金曜 1:00 - 1:30（木曜深夜） | テレビ神奈川 | 神奈川県   | 29分先行放送。 |
|                         | 金曜 1:29 - 1:59（木曜深夜） | 毎日放送     | 近畿広域圏 | 製作局         |
| 2022年6月22日 - 8月17日 | 水曜 0:30 - 1:00（火曜深夜） | 群馬テレビ   | 群馬県     |                |
| 2022年6月23日 - 8月18日 | 木曜 1:00 - 1:30（水曜深夜） | とちぎテレビ | 栃木県     |                |
|                         | 木曜 23:00 - 23:30           | テレビ埼玉   | 埼玉県     |                |
|                         |                              | 千葉テレビ   | 千葉県     |                |
| 2022年7月31日 -         | 日曜 23:00 - 翌0:00          | LaLa TV      | CS放送     | 2話連続放送。  |

### ネット配信
| 配信開始月 | 配信サイト    | 配信料金     | 備考       |
| ---------- | ------------- | ------------ | ---------- |
| 2022年6月  | TVer          | 広告付き無料 | 見逃し配信 |
| 2022年6月  | MBS動画イズム | 広告付き無料 | 見逃し配信 |
| 2022年6月  | GYAO!         | 広告付き無料 | 見逃し配信 |
| 2022年6月  | Paravi        | 定額制有料   |            |
| 2022年6月  | Hulu          | 定額制有料   |            |
| 2022年6月  | MBS動画イズム | 定額制有料   |            |
| 2022年6月  | Rakuten TV    | 都度課金     |            |

| 毎日放送 ドラマシャワー     | 毎日放送 ドラマシャワー | 毎日放送 ドラマシャワー |
| 前番組                      | 番組名                  | 次番組                  |
| --------------------------- | ----------------------- | ----------------------- |
| 不幸くんはキスするしかない! | 先輩、断じて恋では!     | 高良くんと天城くん      |

## ボイスコミック
2022年9月16日からカドカワストア.TVのCIELフルール BLボイスコミックとして完全版ボイスコミックが発売。全5話を収録。YouTubeのCIELフルールチャンネルでも（内容が完全版ではない）ボイスコミックが配信された。

### キャスト（ボイスコミック）
- 金田優希：榎木淳弥
- 柳瀬淳：大塚剛央
- 山田：子安光樹
- 今泉：財満健太
- 水落：杉山里穂
- 中川：朝霧友陽